# Ipomoea obscura
Espèce
Ipomoea obscura est une espèce de plantes dicotylédones de la famille des Convolvulaceae, tribu des Ipomoeeae, originaire des régions tropicales de l'Ancien Monde.
C'est une plante herbacée annuelle ou vivace, aux tiges minces volubiles pouvant atteindre 3 mètres de long, et aux fleurs à corolle en forme d'entonnoir, jaune, orange, crème ou blanche au centre souvent pourpre foncé.
Les feuilles de cette plante, mucilagineuses, sont récoltées dans la nature et consommées cuites comme légume vert dans certains pays d'Afrique.

## Taxinomie

### Synonymes
Selon The Plant List (2 novembre 2019) :
Synonymes
- Convolvulus obscurus L.
- Convolvulus trichocalyx Schumach. & Thonn.
- Ipomoea demissa Hallier f.
- Ipomoea fragilis Choisy
- Ipomoea insuavis Blume
- Ipomoea kentrocarpa Hochst. ex A. Rich.
- Ipomoea obscura var. fragilis (Choisy) A. Meeuse

### Liste des variétés
Selon World Checklist of Selected Plant Families (WCSP) (2 novembre 2019) :
- Ipomoea obscura var. demissa (Hallier f.) Verdc. (1978)
- Ipomoea obscura var. obscura
- Ipomoea obscura var. sagittifolia Verdc. (1958)